# Campionati francesi di sci alpino 1974
I Campionati francesi di sci alpino 1974 si disputarono ad Avoriaz; furono assegnati i titoli di slalom gigante, slalom speciale e combinata, sia maschili sia femminili.

## Risultati
| Specialità      | Uomini          | Donne           |
| --------------- | --------------- | --------------- |
| Slalom gigante  | Roland Roche    | Odile Chalvin   |
| Slalom speciale | Alain Navillod  | Fabienne Serrat |
| Combinata       | René Arpin-Pont | Odile Chalvin   |